# 3 Batalion Saperów (LWP)
3 batalion saperów – samodzielny pododdział wojsk inżynieryjnych ludowego Wojska Polskiego.
Sformowany na podstawie rozkazu organizacyjnego dowódcy 1 Korpusu Polskich Sił Zbrojnych w ZSRR nr 01 z 19 sierpnia 1943 w obozie sieleckim nad Oką, jako jednostka organizacyjna Korpusu. Zalążkiem organizacyjnym była kompania saperów, utworzona ze stanu osobowego przeznaczonego do uzupełnienia 1 bsap. Zadanie batalionu: przygotowanie rejonów rozmieszczenia stanowisk dowodzenia korpusu oraz rozbudowa rejonów rozmieszczenia oddziałów pod względem fortyfikacyjnym, utrzymanie korpuśniej drogi dowozu i ewakuacji, wykonywanie zadań inżynieryjnego zabezpieczenia na korzyść dywizji pierwszego rzutu na głównym kierunku działań. Równoległe z formowaniem, 10 września 1943 batalion rozpoczął szkolenie. 30 września batalion liczył 27 oficerów, 38 podoficerów, 194 szeregowych.
Z chwilą przekształcenia 1 Korpusu PSZ w 1 Armię Polską ZSRR, zgodnie z rozkazem dowódcy 1 Armii nr 001 z 1 kwietnia 1944 3 bsap został przemianowany w 8 bsap podporządkowany 1 BSap. Batalion przyjął numerację przewidzianą dla tej brygady.
W dniach 5-8 maja 1944 batalion transportem kolejowym został przebazowany z m. Żytomierz do m. Kiwerce. W ciągu następnego dnia batalion został przegrupowany do wsi Chopniów, 2 km na wschód od Kiwerc. W ciągu miesiąca batalion występował jako samodzielna jednostka szczebla armijnego. Głównym zadaniem w tym okresie było wykonywanie stanowiska dowodzenia 1 Armii. 20 czerwca 1944 dowódca 1 BSap płk Bronisław Lubański w m. Choniów przejął pododdział w podporządkowanie 1 BSap. 29 czerwca 1944 batalion otrzymał rozkaz przegrupowania w rejon wsi Antoniówka n/ Styrem.

## Obsada personalna
Dowódcy batalionu
- mjr Aleksander Buryński (VIII – 28 IX 1943)
- mjr Karol Jakubiak (od 28 IX 1943)